# Norddeutsche Realisten
Norddeutsche Realisten (på dansk: Nordtyske Realister) er en gruppe af kunstnere fra Nordtyskland, der er kendt for deres realistiske malestil og er en løs malerforening, der er dannet i forbindelse med årlige Plein-Air-symposier.
Denne kunstnerkreds, der konstituerer sig på ny ved hvert møde, har til formål at arbejde udendørs efter naturen. Dette møde fandt sted for første gang i 1989, initieret af maleren Nikolaus Störtenbecker.

## Historie
Malerforeningen Norddeutsche Realisten har eksisteret siden 1995. Deres opgave er at male landskabet i Slesvig-Holsten, særligt indtryk fra øen Helgoland og byerne Kiel, Lübeck, Slesvig og Rendsburg. Skibe og havnescener er blandt de ofte portrætterede motiver, ligesom naturindtryk og bybilleder, samt portrætter fuldender spektret. Foreningens kunstneriske arv ligger i realismen og pleinairismen fra det 19. århundrede, og er knyttet til navne som Gustave Courbet og Barbizon-skolen. Et fremtrædende karakteristika for Norddeutsche Realisten er deres figurative billedopfattelse, trænet i disse realistiske tendenser. Deres malerier er kendetegnet ved en energisk malerisk, til tider ekspressiv stil og en pastos farvepåføring, der afbilder både landskaber og figurer.

## Udmærkelser
- 2013: Kunstpreis der Schleswig-Holsteinischen Wirtschaft (dänisch: Kunstprisen fra Schleswig-Holsteins Erhverv)[3]

## Deltagere i symposier
| - Friedel Anderson - Michael Arp - Joachim Billib - Margreet Boonstra - Brigitta Borchert - Tobias Duwe - Erhard Göttlicher - Frauke Gloyer - Christian Höpfner | - André Krigar - Christopher Lehmpfuhl - Lars Möller - MatWay (Matvey Slavin) - Nikolaus Störtenbecker - Frank Suplie - Christoph Thiele - Till Warwas |